# Nordmazedonische Fußballnationalmannschaft (U-21-Männer)
Die nordmazedonische Fußballnationalmannschaft der U-21-Männer ist die Auswahl nordmazedonischer Fußballspieler der Altersklasse U-21. Sie repräsentiert die Fudbalska Federacija na Makedonija auf internationaler Ebene, beispielsweise in Freundschaftsspielen gegen die Auswahlmannschaften anderer nationaler Verbände, aber auch bei der in dieser Altersklasse ausgetragenen Europameisterschaft.

## Teilnahme bei U-21 Europameisterschaften
| 1994 in Frankreich           | nicht qualifiziert |
| 1996 in Spanien              | nicht qualifiziert |
| 1998 in Rumänien             | nicht qualifiziert |
| 2000 in der Slowakei         | nicht qualifiziert |
| 2002 in der Schweiz          | nicht qualifiziert |
| 2004 in Deutschland          | nicht qualifiziert |
| 2006 in Portugal             | nicht qualifiziert |
| 2007 in den Niederlanden     | nicht qualifiziert |
| 2009 in Schweden             | nicht qualifiziert |
| 2011 in Dänemark             | nicht qualifiziert |
| 2013 in Israel               | nicht qualifiziert |
| 2015 in Tschechien           | nicht qualifiziert |
| 2017 in Polen                | Vorrunde           |
| 2019 in Italien & San Marino | nicht qualifiziert |
| 2021 in Slowenien & Ungarn   | nicht qualifiziert |
| 2023 in Rumänien & Georgien  | nicht qualifiziert |